# Toshisada Nishida

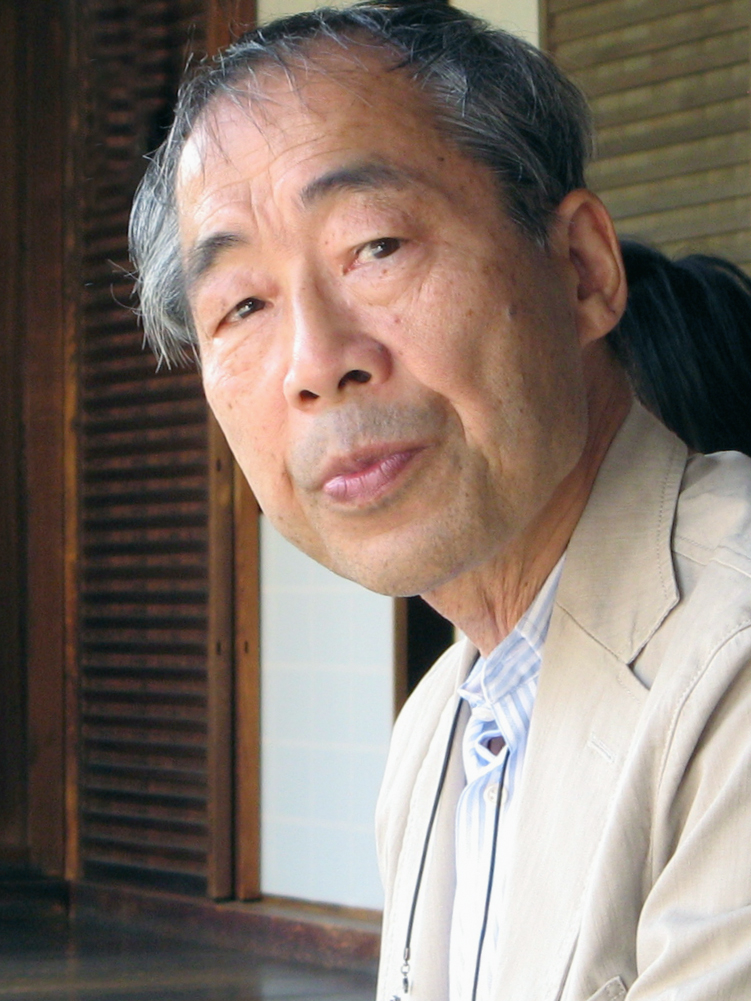
Toshisada Nishida (2007)

Toshisada Nishida is een Japanse primatoloog aan de Universiteit van Kyoto (Kyoto University) en voormalig algemeen directeur van het Japan Monkey Centre.

## Werk
Nishida deed al onder meer onderzoek naar Japanse apensoorten, de rode franjeaap (zie franjeapen), de bonobo en al sinds 1965 naar de wilde chimpansee, in het Mahale-gebergte in Tanzania. Daarbij heeft hij met zijn project ontdekkingen gedaan wat betreft eetgewoontes, techniek, sociale omgang, communicatie en het medicinale gebruik van planten bij chimpansees.